# JACKIN -ジャックイン-
『JACKIN -ジャックイン-』は、2004年8月13日にアインより発売された女性向け18禁ボーイズラブゲーム。同梱の付属ドラマCD「next voyage」はゲーム本編終了の一年後という後日談を描いている。

## ストーリー
豪華客船の裏カジノで働くディーラー学校を卒業した主人公・カイは、欲望と愛情へ巻き込まれた運命を描いた物語。

## 登場人物
カイ
声 - 高嶺悠賀
主人公。22歳。豪華客船の裏カジノで働くベビーフェイスの新人ディーラー。眼鏡を着た少年の姿である。
ジョウ
声 - 小次郎
27歳。長い黒髪のポニテで、伝説のディーラーと呼ばれた青年。無愛想で無口な性格を持つ。
リック
声 - 沖野靖夫
カジノによく来る客で、自称「地中海のバター王」。
ケン
声 - 上田祐司
客船に客として乗り込んだ、ヤクザの若頭で、カイに惚れている。
ファニー
声 - 野島裕史
カジノの常連客で、胸の大きい女性のような姿をしている。
ブラウン
声 - 土師孝也
カジノの常連客である紳士。
マイケル
声 - 野島裕史

## スタッフ
- 企画・シナリオ・テキスト - 高城響、鷹匠早紀（studio may-be）
- キャラクターデザイン・原画 - 天王寺あすか
- 音楽 - 一色由比
- 楽曲協力 - HyperGroove（アイデックス音楽総研株式会社）
- プログラム - 林田隆之
- CGチーフ - 眞人
- CG - 紫狼、神館マキ、さぶろ～
- システムCG - まばん
- 背景CG・デモ制作 - おのあきひろ
- DTP - FunFun
- ディレクター - studio may-be（高城響、鷹匠早紀）
- プロデューサー - 森田徳仁
- 制作 - アイン